# Йон, Отто
Отто Йон (нем. Otto John; 19 марта 1909, Марбург — 26 марта 1997, Инсбрук) — немецкий государственный деятель, первый президент Федеральной службы защиты конституции Германии.

## Биография
Родился в Марбурге, в 1935 году получил степень доктора права в Марбургском университете.
С 1937 по 1944 годы Йон работал юрисконсультом авиакомпании «Люфтганза», где его шефом был Клаус Бонхёфер, через которого О.Йон установил контакты с германским движением Сопротивления. Имеются сведения, что во время войны О.Йон сотрудничал с британской разведкой MI6. Йон принимал участие в подготовке покушения на Гитлера 20 июля 1944 года. После провала покушения был казнён брат Отто Йона, Ганс, а сам Отто сумел через Мадрид и Лиссабон бежать в Великобританию, куда он прибыл в ноябре 1944 года.
В Великобритании О.Йон до конца войны работал на британской радиостанции «Солдатское радио Кале», которая вела на немецком языке антигитлеровскую пропаганду для солдат вермахта. После войны О.Йон служил надзирателем в британском лагере для немецких военнопленных, а также был свидетелем обвинения на Нюрнбергском процессе и переводчиком на процессе против генерал-фельдмаршала Э.Манштейна.
4 декабря 1950 года О.Йон был назначен президентом только что созданной Федеральной службы защиты конституции Германии (контрразведки ФРГ). Против его назначения на эту должность выступали правые фракции бундестага — ХДС/ХСС, которые критиковали О.Йона за симпатии к левым силам и обвиняли его в связях с британской разведкой, но благодаря влиянию англичан назначение состоялось.
20 июля 1954 года в Западном Берлине, в Бендлер-блоке, в бывшей штаб-квартире Верховного командования германских сухопутных сил, на уровне федерального правительства ФРГ состоялось торжественное мероприятие, посвященное 10-летней годовщине заговора 20 июля 1944 года. В этой церемонии участвовал и Отто Йон, после чего он исчез и появился через три дня в Восточном Берлине. На пресс-конференции в Восточном Берлине О.Йон заявил, что решил переехать в ГДР, поскольку, по его мнению, канцлер К.Аденауэр ведёт политику ремилитаризации Германии, а на высокие посты в ФРГ назначаются бывшие нацисты, такие как Теодор Оберлендер и Рейнхард Гелен.
Бегство О.Йона вызвало в ФРГ большой скандал, в центре которого находились федеральный канцлер К. Аденауэр и министр внутренних дел Г.Шрёдер. Впервые в послевоенные годы в ФРГ публично обсуждался вопрос, что бывшие гестаповцы принимаются на службу в Федеральную службу защиты конституции.
О.Йон из ГДР был переправлен в СССР, где с 24 августа по 12 декабря 1954 года его многократно допрашивали в КГБ, что, однако, не принесло Советскому Союзу особых результатов. Копии протоколов допросов О.Йона ещё в то время были переданы министерству госбезопасности ГДР («Штази»).
После пребывания в СССР О.Йон был возвращен в ГДР, где находился под постоянным наблюдением «Штази». Находясь в ГДР, Йон писал статьи и выступал против милитаризации ФРГ и влияния старых нацистов в правительстве Аденауэра.
12 декабря 1955 года с помощью датского журналиста Хенрика Бонде-Хенриксена Йон снова бежал, на сей раз из Восточного Берлина в Западный. В ФРГ он был немедленно арестован и обвинен в государственной измене. На суде О.Йон утверждал, что перешёл в ГДР не добровольно, а был похищен агентом советских спецслужб Вольфгангом Вольгемутом, но суд не признал его доводы и 22 декабря 1956 года Третьим сенатом Федерального суда в Карлсруэ О.Йон был приговорен к четырём годам тюрьмы. 27 июля 1958 года О.Йон был досрочно освобождён и вместе с супругой переселился в Австрию в Иннсбрук-Иглс, где жил в бывшей крепости «Хоэнбург».
На протяжении многих лет пытался добиться реабилитации от властей ФРГ, но в реабилитации ему было отказано: суд констатировал, что каких-либо доказательств его похищения спецслужбами СССР или ГДР не обнаружено.
Отто Йон умер в 1997 году в санатории Инсбрука.

## Семья
В 1949 году женился на Люси Манен.